# Dům tisíce mrtvol
Dům tisíce mrtvol je americký film natočený v roce 2003. Tento film režíroval a napsal k němu scénář Rob Zombie.

## Děj
Parta 4 mladých lidí se vydá na cestu za účelem dovědět se co nejvíc o záhadách a o všem, co má něco společného se strachem. U jedné benzinové pumpy se zapovídají s místním klaunem "Kapitánem Spauldingem". Ten je zasvětí do příběhu doktora, který si svými nepovolenými operacemi získal přezdívku Dr. Satan. Parta se vydá ke stromu, kde byl onen muž oběšen, ale druhý den jeho tělo zmizelo. Když jedou zpátky, naberou stopařku jménem Baby, načež záhadně píchnou. Baby jim nabídne pomoc, a možnost ubytovat se v domě jejích rodičů. Celá rodina Fireflyových je od počátku podezřelá. Když se rozhodnou jet, 2 členové rodiny je napadnou a spoutají. Mučení začíná. Dojde na sekání rukou, skalpování, stahování kůže a její následné navlékání na někoho jiného - celá rodina se v těchto satanských rituálech vyžívá, jak jen to lze. Na konci se zdá, že jedna dívka přežije. Nasedne do auta, které řídí Spauldning, který je také členem klanu, to ona netuší. A aby toho nebylo málo, na zadním sedadle se objeví Otis...

## Obsazení
| Sid Haig     | Captain Spaulding |
| Bill Moseley | Otis Driftwood    |
| Sheri Moon   | Baby Firefly      |
| Karen Black  | matka Firefly     |
| Robert Mukes | lovec R. J.       |